# Широкое (Береговский район)
Широ́кое (укр. Широке) — село в Виноградовской городской общине Береговского района Закарпатской области Украины.
Население по переписи 2001 года составляло 2411 человек. Почтовый индекс — 90314. Телефонный код — 03143. Занимает площадь 5,24 км². Код КОАТУУ — 2121287201.

## История
В 1946 году указом ПВС УССР село Верхний Шард переименовано в Широкое.